# 攀枝花市
攀枝花市（はんしか-し）は中華人民共和国四川省に位置する地級市。金沙江（長江上流の名称）が流れる。成都市と昆明市を結ぶ成昆鉄道と108国道が南北に貫く要衝の地であり、北の成都へは749km、南の昆明へは351km。攀鋼集団（旧・攀枝花鋼鉄）など、鉄鋼業を中心とした重工業、および鉱業を中心とした産業都市でもある。
漢族が中心だが、彝族、傈僳族、納西族、回族などの民族も住む。

## 地理
四川省の南に位置し、涼山イ族自治州・雲南省楚雄イ族自治州と接する。
この一帯は深い山の中である。市域の西には青蔵高原の東端に位置する横断山脈、東には大涼山山脈、北には大雪山脈といった高山が南北に走り、南は金沙江が通る。地形は西北が高く、東南が低い。
攀枝花市の東部には小相嶺-螺髻山-魯南山と続く山系、中部には氂牛山-龍肘山と続く山系、西部には錦屏山-柏林山と続く山系があり、いずれも南北方向で、間には大河が流れる。市域内の最高地点は西北部の塩辺県にある百霊山の穿洞子で、海抜は4,195.5mに達する。最低地点である仁和区平地鎮も海抜は937mと高い。市の中心部や工業地帯の海抜は1,000mから1,200mの間に広がり、農地は1,000mから1,800mにかけて広がる。
市内で金沙江と雅礱江が合流する。市域内は金沙江・雅礱江・安寧河・大河・三源河などの大河とその支流が深い峡谷を流れ、雄大な景観をなす。

## 歴史
攀枝花の名は、市花である木棉の別名に由来する。
攀枝花は1960年代の、沿海部から内陸部へ産業を疎開させようとした三線建設時代に、毛沢東の大号令によって建設された人工的な都市である。
1934年から、攀枝花の鉄鋼の父と称される地質学者の常隆慶が金沙江一帯の山間部で地質調査を開始した。1939年に彼は宝鼎炭鉱と攀枝花磁鉄鉱山を連続して発見し、攀枝花の石炭と鉄鉱石を使った工場建設などの開発を提案した。
1954年、地質学者の徐克勤は南京大学の教授や学生を率いて四川省の地質調査と資源探査実習を行い、攀枝花鉱山の経済価値の高さを再確認した。1965年には攀枝花鉄鉱の開発が開始され、都市建設も始まった。当初は攀枝花特区と呼ばれ、後に渡口市と改められたが、1987年に攀枝花市に改称した。

## 行政区画
3市轄区・2県を管轄下に置く。
- 市轄区：
  - 東区・西区・仁和区
- 県：
  - 米易県・塩辺県

| 攀枝花市の地図                                |
| --------------------------------------------- |
| 東区 西区 仁和区 （仁和区飛地） 米易県 塩辺県 |

### 年表
この節の出典

#### 渡口市
- 1965年4月22日 - 四川省西昌専区米易県・塩辺県、雲南省楚雄イ族自治州永仁県、麗江専区華坪県の各一部が合併し、四川省渡口市が発足。(1市)
- 1965年7月30日 - 西昌専区塩辺県・会理県の各一部を編入。(1市)
- 1966年6月29日 - 雲南省麗江専区華坪県の一部を編入。(1市)
- 1972年12月30日 - 雲南省楚雄イ族自治州永仁県の一部を編入。(1市)
- 1974年11月8日 - 雲南省楚雄イ族自治州永仁県の一部を編入。(1市)
- 1976年4月6日 - 東区・西区・郊区を設置。(3区)
- 1978年2月4日 - 西昌地区会理県の一部が郊区に編入。(3区)
- 1978年10月4日 - 西昌地区米易県・塩辺県を編入。(3区2県)
- 1979年11月16日 - 郊区が仁和区に改称。(3区2県)
- 1987年1月23日 - 渡口市が攀枝花市に改称。

#### 攀枝花市
- 1990年3月24日 - 仁和区の一部が塩辺県に編入。(3区2県)
- 1994年2月2日 (3区2県)
  - 仁和区の一部が東区・西区に分割編入。
  - 東区の一部が仁和区に編入。

## 経済
鉄鋼業を主要な産業とする、中国西部でも最大級の製鉄・重工業都市。攀鋼集団が拠点を置き、製鉄・電力・石炭・コークス・化学工業・機械・建材などの部門を有する。
鉱物資源は鉄、チタン、バナジウム、石灰石、白雲石、粘土、グラファイト、珪藻土など。特にバナジウムは中国国内の産出量の62.2%を占め、世界でも11.6%のシェアを持つ世界3位の産地。またチタンの世界一の産地でもある。中壩石墨鉱床は中国第2のグラファイト鉱床。
農産物はザクロとマンゴーが有名で、ほかにサクランボ、バナナ、ブドウ、龍眼、かんきつ類など。その他、「金江牌」のビール、攀西陽光ワインなどの食品工業もある。
金沙江と雅礱江の合流点から近い場所に、雅礱江の水量を使った二灘水力発電所がある。その他、雅礱江では大規模なダムを使った発電所計画が多数ある。

## 教育

### 大学
- 攀枝花学院（中国語版）
- 四川機電職業技術学院（中国語版）

## 交通

### 航空
- 攀枝花保安営空港

### 鉄道
- 中国鉄路総公司
  - 中国鉄路成都局集団公司
    - 成昆線(旧線)（成都方面）- 彎坵駅 - 青杠駅 - 沙壩駅 - 米易駅 - 丙谷駅 - 埡口駅 -棗子林駅 - 桐子林駅 - 牛坪子駅 - 三堆子駅 - 攀枝花駅 - 迤資駅 - 拉鮓駅 - 花棚子駅 - 新江駅 - 師荘駅 -（昆明方面）※新線の開通により、2020年に旧線の一部区間が運行停止となった。
    - 成昆線(新線) - 攀枝花南駅（中国語版） 
2022年12月に全線開通し、CR200J型の運行が開始された[3]。攀枝花南駅と成都南駅の間は4時間半[4]、昆明駅との間は2時間半である[5]。
    - 渡口線

### 道路
- 高速道路
  - 京昆高速道路
  - 蓉麗高速道路
- 国道
  -  G108国道

## 名所・旧跡・観光スポット
- 二灘水力発電所風景区
- 格薩拉生態風景区
- 竜潭溶洞（米易県）
- 岩神山

## 健康・医療・衛生
- 攀枝花学院附属医院[6]、攀枝花市中心医院、攀枝花市第二人民医院、攀枝花市第五人民医院、十九冶医院、仁和区人民医院、米易県人民医院、塩辺県人民医院